# Чжан Мин
Чжан Мин (кит. 张明, Zhāng Míng, род. июнь 1957) — китайский политический деятель и дипломат.

## Биография
Чжан Мин родился в городском округе Чжэнчжоу провинции Хэнань. Окончил Факультет языков Азии и Африки в Пекинском институте зарубежных исследований, получив степень бакалавра.
- 1975: начал работать.
- 1983: вступил в Коммунистическую партию Китая, сотрудник Департамента Западной Азии и Северной Африки Министерства иностранных дел КНР, Посольства КНР в Йеменской Народно-Демократической Республике, Посольства КНР в Султанате Оман.
- 1992—1997: заместитель директора отделения Департамента Западной Азии и Северной Африки Министерства иностранных дел КНР.
- 1997—2001: первый секретарь и советник Посольства КНР в Израиле.
- 2001—2006: заместитель директора аппарата МИДа.[4][5]
- 2006: посол Китая в Кении, постоянный представитель Китая в Программе ООН по окружающей среде и в Программе ООН по населённым пунктам.
- 2009: генеральный директор Департамента африканских дел МИДа.
- 2010: возглавлял аппарат МИДа.
- 2011: помощник министра иностранных дел с работой в главном офисе по персоналу и архивам.
- декабрь 2013: вице-министр иностранных дел[6].
- октябрь 2017: посол Китая в ЕС[2][7][8]. В этой роли проявил себя, как «дипломат старой школы», а не как «воин-волк[англ.]»[9].
- В январе 2018 года был избран членом 13-го Народного политического консультативного совета Китая[10].
- В 2021, в своей речи в роли посла в ЕС, Чжан защищал сотрудничество, многополярность и улучшение отношений Китая и ЕС[англ.][8].

1 января 2022 года назначен генеральным секретарём Секретариата ШОС на очередные 3 года, сменив на этом посту Владимира Норова.

## Личная жизнь
Женат, есть сын.

## Награды
- Орден «Достык» II степени (2025 год, Казахстан)[11]